# Sidibé Aminata Diallo
Pour les articles homonymes, voir Diallo.
Sidibé Aminata Diallo est une universitaire et femme politique malienne née en 1956.

## Biographie
Après des études secondaires à Bamako, elle étudie à l’université de Dakar au Sénégal puis à l’université de Toulouse en France. Titulaire d’un doctorat en aménagement et urbanisme, elle est professeur à l’Université du Mali à Bamako.
Militante écologiste, Sidibé Aminata Diallo est présidente du Rassemblement pour l'éducation à l'environnement et au développement durable (REDD). 

## Candidate à l’élection présidentielle de 2007
Le REDD a investi Sidibé Aminata Diallo le 13 mars 2007 pour l’élection présidentielle malienne de 2007. C’est la première femme candidate à une élection présidentielle au Mali.
Elle a axé sa campagne autour des questions environnementales (assainissement du cadre de vie, arrêt de la déforestation, lutte contre l’avancée du désert) et la promotion de la femme.
À l’issue du premier tour qui voit la réélection du président sortant Amadou Toumani Touré, Sidibé Aminata Diallo se place en septième position avec 0,55 % des voix.

## Ministre chargée de l’Éducation
Le 3 octobre 2007, le président Amadou Toumani Touré nomme Sidibé Aminata Diallo ministre de l’Éducation de base, de l’Alphabétisation et des Langues nationales dans le gouvernement de Modibo Sidibé. Elle quitte le gouvernement lors du remaniement du 9 avril 2009.